# 고려대학교 미식축구부
| 고려대학교 미식축구부 (Korea University Tigers) |                           |
| 창단                                            | 1962년                    |
| 소속                                            | 고려대학교                |
| 위치                                            | 고려대학교 체육생활관 1층 |
| 감독                                            | 나정범                    |
| 단장                                            |                           |
| 주장                                            | 조윤채                    |
| 부주장                                          | 정민수                    |
| 공식 페이스북                                   |                           |
| 공식 인스타그램                                 |                           |

## 개요
서울미식축구협회 소속의 미식축구 팀

## 역사
1962년 창단

## 미디어 노출

### 광고
- 2015년 아디다스 테크핏 광고 '잠재된 파워를 깨워라!' 편에 연세대학교 미식축구부와 함께 출연하였다. 링크
- 2019년 렉서스 UX 하이브리드 '가장 이기적인 강렬한 뒷태' 편 시작과 함께 고려대학교 센터의 엉덩이...가 출연한다.

## 출신 인물
1. 사법부
- 한상대 : 前 검찰 총장

2. 방송연예계
- 양승동 : 現 KBS 사장

## 같이 보기
- 고려대학교
- 고려대학교/동아리
- 미식축구